# Bauhinia macranthera
Bauhinia macranthera är en ärtväxtart som beskrevs av William Botting Hemsley. Bauhinia macranthera ingår i släktet Bauhinia och familjen ärtväxter. Inga underarter finns listade i Catalogue of Life.